# Zoran Dragić
Zoran Dragić (* 22. Juni 1989 in Ljubljana, SR Slowenien) ist ein slowenischer Basketballspieler. Wie sein drei Jahre älterer Bruder Goran Dragić spielte auch Zoran Dragić in der NBA, jedoch nur für eine Saison in der Saison 2014/15, dort aber als Brüderpaar jeweils zusammen bei den Phoenix Suns und den Miami Heat. In der Saison 2015/16 kehrte der jüngere Dragić nach Europa zurück, wo er für den russischen VTB-Vizemeister BK Chimki unter anderem im höchstrangigen europäischen Vereinswettbewerb EuroLeague spielte, in dem er bereits während seiner zweijährigen Zeit bei Unicaja Málaga in Spanien gespielt hatte. Zuvor hatte der slowenische Nationalspieler bereits zwei Meisterschaften in seiner Heimat sowie 2011 den Europapokalwettbewerb EuroChallenge mit dem KK Krka gewonnen.

## Karriere
Bereits als Jugendlicher spielte Dragić in Herrenmannschaften mit und ab 2006 beim KD Slovan aus seiner Heimatstadt auch in der höchste Herren-Spielklasse des Landes. KD Slovan, zuvor 2006 noch Vizemeister, wurde jedoch in den folgenden Spielzeiten in der Tabelle durchgereicht und verpasste bis auf die Halbfinalteilnahme 2007 die Play-offs um die Meisterschaft komplett. Nachdem der Verein 2010 nur den insgesamt achten Platz erreicht hatte, wechselte Dragić zum Meister KK Krka aus Novo mesto. Mit dieser Mannschaft verteidigte er in den folgenden beiden Spielzeiten erfolgreich den Titel und wurde dabei 2011 bei seiner ersten Finalserienteilnahme auch als Most Valuable Player der Finalserie ausgezeichnet. Beide Finalserien gewann man gegen Rekordmeister KK Union Olimpija aus der Hauptstadt, doch beim Final-Four-Turnier 2011 der ABA-Liga verlor man im Halbfinale ausgerechnet gegen den nationalen Konkurrenten. Ein Jahr später erreichte man in der ABA-Liga nur den elften und viertletzten Platz. Im europäischen Vereinswettbewerb EuroChallenge bezwang man 2010/11 in der Vorrunde unter anderem zweimal den deutschen Vertreter Telekom Baskets Bonn bezwingen und zog bis in das Final-Four-Turnier ein. Hier bezwang man überraschend den Gastgeber Telenet Oostende sowie anschließend im Endspiel auch den russischen Vertreter Lokomotive Kuban Krasnodar und erreichte damit den ersten internationalen Titelgewinn für den Verein. Wie Vorjahressieger BG Göttingen zuvor war man anschließend auch eingeladen für den Eurocup. In dem Wettbewerb, in dem der Verein in seiner Premierensaison 2003 noch die Finalspiele erreicht hatte, schied man jedoch nach nur noch einem weiteren Sieg in sechs Zwischenrundenspielen vor den im K.-o.-System ausgetragenen Viertelfinale aus.
Nach zwei erfolgreichen Jahren beim KK Krka wechselte Dragić in die spielstarke Liga ACB nach Spanien, wo er für den Verein CB Unicaja aus Málaga spielte, der auch als Teilnehmer am höchstrangigen europäischen Vereinswettbewerb EuroLeague gesetzt war. Der Meister von 2006 verpasste 2013 jedoch erneut auf dem neunten Platz die Teilnahme an den Play-offs um die spanische Meisterschaft, bevor man ein Jahr später 2014 auf dem vierten Platz bis in die Halbfinalserie einzog, in der man Titelverteidiger Real Madrid unterlag. In der EuroLeague-Spielzeit 2012/13 bezwang der Verein in der Zwischenrunde bis auf eine Heimniederlage gegen Alba Berlin die deutschen Vertreter Brose Baskets und Alba Berlin dreimal, verpasste aber auf dem fünften Platz der Gruppe den Einzug ins Viertelfinale. Ein Jahr später war Zoran Dragić am neunten Spieltag der Zwischenrunde sogar „Spieler der Woche“ in der EuroLeague 2013/14, doch die Mannschaft verpasste auf dem fünften Gruppenplatz erneut die Qualifikation für die Play-offs. Im folgenden Sommer war Dragić mit der slowenischen Herren-Nationalmannschaft in Spanien dann Teilnehmer an der WM-Endrunde 2014. Zuvor hatte Dragić bei der EM-Endrunde 2011 in einem slowenischen Endrundenkader der Herren debütiert, als man einen siebten Platz erreichte, aber die Qualifikationschancen für die Olympischen Spiele 2012 durch eine Niederlage im Platzierungsspiel gegen Litauen einbüßte. Zwei Jahre später verlor man als Gastgeber der EM-Endrunde 2013 im Viertelfinale gegen den späteren Titelgewinner Frankreich, erreichte aber mit zwei Siegen in Platzierungsspielen die Qualifikation für die WM-Endrunde 2014. Bei der WM-Endrunde verlor man in der Gruppenphase nur das abschließende Spiel nach Halbzeitführung erneut gegen Litauen und traf somit bereits im Viertelfinale auf den überlegenen Titelverteidiger Vereinigte Staaten. Dieser Mannschaft, deren Spieler aus der NBA auch Dragić’ Konkurrenten in der folgenden Saison sein sollten, unterlagen die Slowenen deutlich und schieden aus.
Zur NBA-Saison 2014/15 bekam Zoran Dragić nun auch wie sein Bruder einen Vertrag in der nordamerikanischen Profiliga. In einem Schachzug, der das ernsthafte Interesse der Phoenix Suns an einer Vertragsverlängerung mit Goran Dragić unterstreichen sollte, gaben die Suns nun auch seinem jüngeren Bruder einen Vertrag. Das Interesse von Goran Dragić an einer Vertragsverlängerung wurde dadurch aber nicht merklich erhöht und so mussten die Suns in einen Spielertausch mit den Miami Heat einwilligen, der die Brüder nach Florida schickte. Miami hatte nur bedingt Verwendung für Zoran Dragić und stellte ihn zwischenzeitlich an ihr Farmteam Skyforce in Sioux Falls ab. Nach sechs Einsätzen bei den Suns kam Zoran Dragić noch auf zehn Einsätze für die Heat, die am Saisonende die Play-offs verpassten. Nachdem er noch einzelne Spiele in der NBA Summer League 2015 für die Heat absolviert hatte, wurde er Ende Juli an die Boston Celtics abgegeben, nachdem zuvor bereits klar geworden war, dass er kein Thema bei der Vertragsverlängerung seines Bruders Goran sein würde. Die Celtics schafften Platz in ihrem Aufgebot und entließen Zoran Dragić nach 14 Tagen aus seinem Vertrag, der daraufhin nach Europa zurückkehrte. Bei der EM-Endrunde 2015 spielte die slowenische Nationalmannschaft ohne Goran Dragić und wurde daher von seinem jüngeren Bruder Zoran Dragić als bester Korbschütze der Mannschaft mit knapp 16 Punkten pro Spiel ins Achtelfinale geführt. Dort unterlag man der lettischen Nationalmannschaft und büßte damit erneut alle Chancen auf eine Qualifikation für die Olympischen Spiele ein.
Zur Saison 2015/16 wechselte Zoran Dragić zum russischen Klub aus Chimki in der Oblast Moskau, der im Vorjahr schon fast traditionell die Vizemeisterschaft hinter PBK ZSKA Moskau geholt hatte. Als Titelgewinner im Eurocup war die Mannschaft aber auch für die EuroLeague-Spielzeit 2015/16 qualifiziert und erreichte unter Trainer Rimas Kurtinaitis die Runde der besten 16 Mannschaften.
Im Sommer 2019 wechselte Dragić von Pallacanestro Trieste zu Ratiopharm Ulm. Im Bundesliga-Spieljahr 2019/20 überzeugte der Slowene mit 19,9 Punkten je Begegnung und galt als einer der besten Spieler der Liga. Ende Januar 2020 verließ er Ulm und wechselte zu Baskonia Vitoria-Gasteiz nach Spanien. Er blieb bis Ende Oktober 2021 dort, dann setzte er seine Laufbahn bei Žalgiris Kaunas fort. Am Jahresende 2021 wurde der Vertrag wieder aufgelöst. Im Januar 2022 wurde er von KK Union Olimpija verpflichtet. 2022, 2023 und 2024 gewann er mit KK Union die slowenische Meisterschaft. Nachdem er in der Saison 2023/24 für die Mannschaft im Durchschnitt 15,9 zudem in der Adriatischen Basketballliga erzielt hatte, nahm er im Sommer 2024 abermals ein Auslandsangebot an und wechselte zu Bilbao Basket nach Spanien. Er gewann im April 2025 mit Bilbao den europäischen Wettbewerb FIBA Europe Cup.